# 北原隆志
北原 隆志（きたはら りゅうじ、1964年 - ）は、日本の高等学校教員で、現在は渋谷教育学園渋谷中学校・高等学校に英語教師として勤務している。

## 概要
2001年より授業に英語ディベートを取り入れたのち、2008年には自身が勤務する渋谷教育学園渋谷中学校・高等学校においてパーラメンタリーディベートを主に行う英語ディベート部を創設している。
日本高校生パーラメンタリーディベート連盟（HPDU）の理事長を務めている他、一般社団法人日本英語交流連盟（ESUJ）の特別参与も務めている。
また、SGH委員副委員長でユネスコスクール担当を務めている他、日本大学文理学部教育学会の理事も務めている。
2016年には自身の指導する渋谷教育学園渋谷高校をPDA高校生パーラメンタリーディベート世界交流大会（PDAWC）において、1位に導いている。

## 執筆
2002年に『マージナルマン: 反抗期を迎えたすべての人に』、2005年に『アイデンティティの作り方: なりたい自分になるために』、2010年に『人間力の鍛え方: 幸せな大人になるために』をそれぞれ少年写真新聞社より出版している。その他にも、ディベート教材の『授業で行う Short Debate』を執筆している。